# Генріх Французький
Генріх Французький (фр. Henri de France, 1121-1175), син Людовика VI (короля Франції) та Адель Савойської, єпископ Бовеський (1149-1162), архієпископ Реймський (1162-1175).